# Pobrđani (Bosanska Kostajnica, BiH)
Pobrđani je naseljeno mjesto u sastavu općine Bosanska Kostajnica, Republika Srpska, BiH. Prema popisu stanovinštva 1991. godine područje općine Bosanska Kostajnica pripadalo je općini Bosanski Novi.

## Stanovništvo
| Pobrđani           |              |
| godina popisa      | 1991.        |
| Srbi               | 143 (99,31%) |
| Hrvati             | 0            |
| Muslimani          | 0            |
| Jugoslaveni        | 0            |
| ostali i nepoznato | 1 (0,69%)    |
| ukupno             | 144          |